# SAWERA
SAWERA (Society for Appraisal and Women Empowerment in Rural Areas) är en pakistansk, kvinnoledd människorätts- och hjälporganisation grundad 2004, främst verksam i de federalt administrerade stamområdena i norr, vid gränsen mot Afghanistan, men även i den intilliggande provinsen Khyber Pakhtunkhwa. Akronymen SAWERA är urdu för gryning eller morgon.
SAWERA inriktar sitt arbete främst på att stödja utsatta grupper i landsbygdsområden, som fattiga kvinnor, änkor, funktionshindrade och barn, med ett mer jämlikt och icke-diskriminerande samhälle som mål. De går också in med akuta hjälpinsatser i området i samband med katastrofer vid översvämningar, krig eller annat. Man försöker dock jobba långsiktigt, bland annat med stödjande av organisationer på gräsrotsnivå, av utbildningsmöjligheter, inte minst läskunnighet, möjliggörande för kvinnor att hitta en egen försörjning, skapande av lokala centra för hälso- och sjukvård, underlättande av kontakter med myndigheter och andra organisationer.
I sitt arbete med SAWERA trotsar kvinnorna hot från reaktionära, religiösa extremister. Den 4 juli 2012 blev en av grundarna, Fareeda Kokikhel Afridi, mördad, efter att ha utsatts för dödshot för sitt arbete med SAWERA.
SAWERA fick 2014 års Front Line Defenders Award for Human Rights Defenders at Risk.